# България и еврото
От 2007 г. България е член на ЕС, но не и на еврозоната. Присъединяването ѝ към нея е задължително, но не е обвързано със срок. Точната дата зависи от присъединяването към Европейския валутен механизъм (на английски: European Exchange Rate Mechanism, ERM II), т. нар. чакалня на еврозоната. Очаква се дотогава България да запази фиксирания обменен курс на лева. Към юни 2025 г. целевата дата за приемане на еврото е 1 януари 2026 г.
Българските евромонети ще използват същите мотиви, каквито са и на стотинките и монетите от 1 и 2 лева (Св. Паисий Хилендарски, Св. Иван Рилски и Мадарският конник).

## История

### Езиков спор
След приемането на България в Европейския съюз възниква спор относно изписването на евро на български език. Европейската централна банка (ЕЦБ) застъпва тезата, че наименованието на общата европейска валута на български език следва да бъде „еуро“, докато българската страна отстоява позицията, че правилното изписване е „евро“. Може би най-силният аргумент в подкрепа на българската позиция е фактът, че в подписания от всички страни-членки Договор за присъединяване на България към Европейския съюз е използвана формата „евро“. Спорът продължава близо година, след като България вече е пълноправен член на ЕС; ЕЦБ използва в своите официални публикации „еуро“, докато българските институции (най-вече БНБ) използват в официалните си публикации „евро“. През декември 2007 г., с подписването от държавните и правителствените ръководители на държавите членки на ЕС на Договора за функционирането на Европейския съюз, въпросът за правилното изписване на наименованието на единната европейска валута на български език окончателно е решен в полза на България.

### Процес на присъединяване към еврозоната
Първото правителство на ГЕРБ поставя през 2009 г. като свой основен приоритет влизането в ERM 2 и в еврозоната. След като през 2010 г. избухва гръцката финансова криза, която предизвиква настроения срещу разширяването на еврозоната, и след като се оказва, че бюджетният дефицит на България за 2009 г. надхвърля прага от 3%, българското правителство отлага за неопределено бъдеще влизането на страната в еврозоната.
В края на 2013 г. правителството на Пламен Орешарски повдига отново темата за членството на България в еврозоната. Според изявления на финансовия министър се предполага да бъде взето решение най-рано през 2015 г. в зависимост от макроикономическите показатели.
В последния ден на българското европредседателство през 2018 г. България подава молба за влизане във валутния механизъм ERM 2 и в Банковия съюз. Едновременно с това страната поема редица ангажименти, включително промени в Закона за БНБ, Закона за мерките срещу изпиране на пари, Кодекса за застраховане, Търговския закон, управлението на държавните предприятия. По този начин се слага край на спора за предимствата на членството в еврозоната и за това дали присъединяването към Банковия съюз трябва да е част от подготовката за него.
На 26 януари 2020 г. в интервю пред БНР Кристалина Георгиева заявява, че България стои „много добре“ по пътя към еврозоната и влизането ѝ по план през 2023 г. е „напълно обозримо“.
На 21 февруари 2020 г. в интервю пред в. „Капитал“ изпълнителният заместник-председател на Европейската комисия Валдис Домбровскис заявява, че вижда в България „опит да се реши несъществуващ проблем“.
На 10 юли 2020 г. в комюнике на Европейската централна банка се съобщава, че българският лев е приет във валутния механизъм ERM 2 – така наречената „чакалня за еврозоната“. Заедно с българския лев във валутния механизъм ERM 2 е приета и хърватската куна.
На 30 юни 2021 г. служебното правителство с премиер Стефан Янев одобрява Национален план за въвеждане на еврото в Република България от 1 януари 2024 г. Оттогава до февруари 2023 г. всички правителства поддържат целева дата за влизане в еврозоната 1 януари 2024 г.
На 17 февруари 2023 г. служебният финансов министър Росица Велкова обявява, че приемането на еврото се отлага за 1 януари 2025 г., като причините са високата инфлация и несъвместимостта на българското законодателство с правилата на ЕЦБ.
На 25 февруари 2025 г. управителят на БНБ Димитър Радев и финансовият министър Теменужка Петкова изпращат съвместно писмо с искане за изготвяне на извънредни конвергентни доклади до президента на Европейската централна банка Кристин Лагард и до председателя на Европейската комисия Урсула фон дер Лайен.
На 4 юни 2025 г. са публикувани докладите на двете институции, които потвърждават, че България е изпълнила маастрихтските критерии и може да се присъедини към Еврозоната от 1 януари 2026 г.
На 8 юли 2025 г. Европейският парламент одобрява окончателно кандидатурата на България за приемане на еврото и присъединяване към еврозоната.  По-късно същия ден Съветът на Европа дава своето одобрение, като единодушно приема последните актове. Единият определя обменния курс между еврото и българския лев на 1,95583 лева за 1 евро. С това завършва процесът България да стане 21-вият член на еврозоната от 1 януари 2026 г.. Документите са подписани от Стефани Лосе от името на датското председателство на Европейския съвет в присъствието на Теменужка Петкова, Валдис Домбровскис, Пасхал Донохю и Луис де Гиндос.

## Монети

### Юбилейна левова монета
По случай подписването на Договора за присъединяване към ЕС на 25 април 2005 г. Българската народна банка издава възпоменателна монета с номинална стойност от 1,95583 лева, равна на 1 евро.

### Избор на дизайн
На 29 юни 2008 година е обявено, че 25,44% от българските гласоподаватели са избрали Мадарският конник да бъде изобразен върху бъдещите български евромонети. Следващите претенденти за символ на България на евромонетите са били още кирилицата, Рилският манастир и крепостта Царевец.
На 24 юли 2023 година управителят на БНБ Димитър Радев обявява, че на българските евромонети ще присъстват досегашните изображения на българските стотинки:
Паисий Хилендарски – 2 евро,
Св. Иван Рилски – 1 евро,
Мадарски конник – 50, 20, 10, 5, 2, 1 цента.
Върху монетите от 1, 2, 5, 10, 20 и 50 евроцента ще бъде изписано „стотинка“, а върху монетите от 1 и 2 евро ще бъде изписано на кирилица „България“. Специално върху монетата от 2 евро се предвижда да бъде изписан текст на кирилица „БОЖЕ, ПАЗИ БЪЛГАРИЯ“, което е в съответствие с българските исторически традиции в монетосеченето.